# Karol Mészáros
Karol Mészáros (Galánta, 1993. július 25. –) szlovák labdarúgó.

## Pályafutása
Mészáros pályafutását az ŠK Senec csapatában kezdte, tizennégy éves korában pedig a pozsonyi Inter Bratislavához, később pedig a városi rivális Slovan Bratislavához került. A Slovan első csapatában 2012 telén kapott először lehetőséget, a tavaszi szezonra való felkészülés alatt az PŠC Pezinok elleni találkozón lépett pályára Juraj Halenár helyén. A szlovák első osztályban a DAC 1904 elleni 3–1-es győzelem alkalmával debütált, és gólpasszt adott Ondřej Smetanának. Március 12-én első gólját is megszerezte a bajnokságban, csapata az ő góljával győzte le a Košicét.
A 2013–14-es szezonban bajnoki címet nyert a Slovannal, 2014. július 5-én pedig pályára lépett a Košice ellen 1–0-ra elveszített kupadöntőben is. Szerepelt a 2014–2015-ös Európa-liga csoportkörében is.
A 2015–2016-os szezonban tizennégy tétmérkőzésen kapott szerepet a Slovannál, fél évet kölcsönben a Zlaté Moravce csapatánál töltött, majd 2016 januárjában a magyar élvonalban szereplő  Puskás Akadémia szerződtette. Itt tizennégy bajnokin három gólt szerzett, de a felcsúti csapat kiesett az élvonalból, Mészáros pedig a Debreceni VSC-hez igazolt. Fél év alatt kilenc bajnokin jutott szóhoz, 2017 januárjában pedig a Szombathelyi Haladás vette kölcsön. A szombathelyiek egy évvel később végleg megvették a játékjogát a hajdúsági csapattól. A 2018-2019-es szezonban 19 bajnokin kétszer volt eredményes. A Haladás kiesett az élvonalból, Mészáros pedig az Újpesthez szerződött. A lila-fehér csapatban mindössze három bajnokin lépett pályára a 2019-2020-as bajnokság őszi felében, ezenkívül egy kupatalálkozón lépett pályára a csapatban. Az Újpest 2020. január 6-án felbontotta a szerződését. A magyar élvonalban 74 mérkőzésen kilenc gólt szerzett. Január 19-én a cseh élvonalban szereplő České Budějovice szerződtette.

## Sikerei, díjai
- ŠK Slovan Bratislava:
  - Szlovák labdarúgó-bajnokság bajnok: 2012–13, 2013–14
  - Szlovák labdarúgó-bajnokság bronzérmes: 2011–12, 2014–15
  - Szlovák kupadöntős: 2013-14